# Saint-Martin-la-Plaine
Saint-Martin-la-Plaine är en kommun i departementet Loire i regionen Auvergne-Rhône-Alpes i centrala Frankrike. Kommunen ligger i kantonen Rive-de-Gier som tillhör arrondissementet Saint-Étienne. År 2022 hade Saint-Martin-la-Plaine 3 768 invånare.

## Befolkningsutveckling
Antalet invånare i kommunen Saint-Martin-la-Plaine
| Referens: INSEE |